# Лудвиг II (Хесен)
Лудвиг II Великодушния (на немски: Ludwig II, der Freimütige, * 7 септември 1438, † 8 ноември 1471 в замък Райхенбах), от Дом Хесен е от 1458 до 1471 г. ландграф на Долен Хесен.
Той е син на ландграф Лудвиг I от Хесен (1402 – 1458) и Анна Саксонска (1420 – 1462), най-възрастната дъщеря на курфюрст Фридрих I от Саксония (1370 – 1428) от род Ветини и Катарина от Брауншвайг-Люнебург (1395 – 1442) от род Велфи.
Ландграфството Хесен е разделено от баща му между Лудвиг II и по-малкия му брат Хайнрих III на Долен Хесен (резиденция в Касел) и Горен Хесен (резиденция в Марбург). Лудвиг се кара до 1470 г. с брат си за точните граници на техните владения и през 1469 г. се стига до война между двамата. Хеската братска война е прекратена през май 1470 г. след посредничество на техния друг брат, архиепископ Херман IV от Кьолн. След измирането на Марбургската линия с Вилхелм III, синът на Хайнрих, тази част попада през 1500 г. отново на Каселската линия при Вилхелм II, синът на Лудвиг II.
През 1470 г. Лудвиг построява дворец Ротенбург на левия бряг на река Фулда и преобразува замъка в Цигенхайн на дворец.
От 1464 до май 1471 г. Лудвиг се кара с княжеския епископ Симон III от Падерборн заради собствеността на замък Каленберг при Варбург.
След мирното споразумение с епископ Симон и след лов с брат му в „Зюлингсвалд“ Лудвиг II умира неочаквано в замък Райхенбах. По-късните историци предполагат, че Лудвиг е отровен. Лудвиг II е погребан в църквата Св. Елизабет в Марбург.

## Семейство
Лудвиг II се жени на 1 септември 1454 г. за Мехтхилд (1436 – 1495), дъщеря на граф Лудвиг I от Вюртемберг (1412 – 1450) и Мехтхилд фон Пфалц (1419 – 1482), която се омъжва втори път 1452 г. за ерцхерцог Албрехт VI от Австрия (1418 – 1463), брат на император Фридрих III. Мехтхилд умира на 6 юни 1495 г. в дворец Ротенбург в Ротенбург на Фулда и е погребана до нейния съпруг в Марбург. Двамата имат четири деца:
- Анна (1455 – 1458), е сгодена на три години с Адолф III от Насау-Висбаден (1443 – 1511), но умира малко след това
- Елизабет (умира млада), сгодена след сестра си с Адолф III от Насау-Висбаден
- Вилхелм I „Стария“ (1466 – 1515), 1493 г. се отказва от управлението
- Вилхелм II „Средния“ (1469 – 1509), ландграф на Хесен, жени се 1497 г. за Йоланда от Лотарингия († 1500)

С метресата Маргарета от Холцхайм (1443 – сл. 1515) Лудвиг II има още осем деца:
- Анна от Хесен (* ок. 1460), омъжва се на 23 май 1484 за Хайнц Мисенер
- Маргарета от Хесен (* ок. 1460, † 1524), омъжва се на 5 февруари 1486 за Хайнрих Фурстер
- Йоханес от Хесен (* ок. 1460, † убит 11 март 1531), женен за Гертруда ...
- Вилхелм от Хесен (* ок. 1470, † 1550 в Мелсунген), женен за ...
- Лукел Ламбрехтс (* пр. 1471)
- Вилхелм от Хесен
- Ернст от Натега
- Фридрих от Хесен